# パシフィックフライアー
パシフィックフライアー（英語: Pacific Flier）とはパラオのコロールに本社を置く格安航空会社である。本社はパラオにあるが、資本はフィリピンである。かつては運営上の拠点をオーストラリアに置いていた。

## 概要
2008年に設立される。当初は2009年9月に運航を開始する予定であったが、2度延期され2010年3月31日から運航を開始した。5月からはグアム線の運航を開始し、6月にはオーストラリアの就航地がブリスベンからゴールドコーストに変更された。
2010年8月13日に数週間の運休が決まり、すべての便の運航が停止された。定期便の運航は9月21日に再開することが決められ、新たに台湾路線を開設した。オーストラリア、グアム路線と新たに開設予定の香港路線は政府の認可が下り次第再開する予定であったが、8月16日に運航を停止した。
なお、当初の予定では週2便で成田に就航する予定であった。

## サービス
プレミアムエコノミークラスとエコノミークラスの2クラス制。
格安航空会社でありながら、機内食やアルコール、ソフトドリンクなどの飲み物、枕、毛布は無料で提供され、機内食は72時間前までに申し込むと特別食のリクエストも可能である。映画の上映やオーディオのサービスもある。

## 就航都市
- パラオ
  - コロール（パラオ国際空港）
- フィリピン
  - マニラ（ディオスダド・マカパガル国際空港）
- 台湾
  - 台湾（台湾桃園国際空港）

## 運休路線
- オーストラリア
  - ゴールドコースト（ゴールドコースト空港）
- グアム
  - グアム（グアム国際空港）

## 過去に就航していた都市
- オーストラリア
  - ブリスベン（ブリスベン空港）

## 保有機材
2010年7月現在、自社で保有する機材はなく、ポルトガルの航空会社ハイフライ航空からエアバス A310-300を1機借りて運航している。

## 脚註
1. ↑  http://www.pacificflier.com/routes（英語）
2. ↑  PacificFlier fleet list at planespotters.net
3. ↑  http://www.guambusinessmagazine.com/?pg=vol26_05_feature01（英語）
4. 1 2  http://www.pacificflier.com/flying-with-us/our-aircraft（英語）